# Relizane
Relizane ou Ghilizan (em árabe: غيليزان) é uma comuna da Argélia. É a capital da província homônima. De acordo com o censo de 2008, a população total da cidade era de 130 094 habitantes.